# Medaglia di Silistria
La medaglia di Silistra fu una medaglia militare conferita dal sultano Abdülmecid I ai soldati dell'impero ottomano che presero parte all'assedio della città e della fortezza russa posta a Silistra (attuale Bulgaria) dall'11 maggio al 23 giugno 1854, nell'ambito della guerra di Crimea.

## Insegne
La  medaglia consisteva in un disco d'argento riportante sul diritto il tughra del sultano ottomano inscritto in una corona d'alloro. Sul retro si trovava la raffigurazione della città e della fortezza di Silistra sovrastata dalla bandiera ottomana issata su un'asta, sotto la quale si trova un cartiglio con la scritta in arabo "Silistra" e la data 1271 (1854 dell'era cristiana).
Il nastro era rosso con una striscia verde per parte.